# Мутаиру, Момоду
Момоду Мутаиру (англ. Momodu Mutairu; род. 2 сентября 1976, Нигерия) — нигерийский футболист, полузащитник.

## Карьера

### Клубная карьера
Во взрослом футболе дебютировал в 1995 году в составе клуба «Бридж», где провёл один сезон своей карьеры.
В 1996 году перешёл в японский клуб «Кавасаки Фронтале», за который выступал до 1998 года. В 1999 году стал игроком клуба «Монтедио Ямагата», где играл на протяжении одного сезона, приняв участие в 22 матчах.
В 2000 году вернулся в Нигерию, где вновь стал игроком клуба «Бридж». В 2007 году стал игроком клуба «Долфинс», за который отыграл один сезон, завершив карьеру футболиста в 2008 году.

### Карьера в сборной
В 1995 году дебютировал в составе национальной сборной Нигерии в матчах Кубка короля Фахда 1995 года. На этом турнире Мутаиру провёл 2 матча против сборных Японии и Аргентины.